# Грабовский, Эвалд Артурович
Э́валд Арту́рович Грабо́вский (латыш. Ēvalds Grabovskis, род. 2 марта 1941 года, Рига) — советский и латвийский спортсмен и тренер. Специализировался на хоккее с шайбой.

## Биография
С 14-летнего возраста увлекался велоспортом, плаванием, хоккеем. Окончил 6-ю Рижскую среднюю школу и Латвийский государственный институт физической культуры. С 1962 по 1967 год выступал за рижскую команду «Даугава».
С 1974 года на тренерской работе. В 1977 году сменил Виктора Тихонова на посту главного тренера рижского «Динамо», тренировал команду до 1980 года. В 1989 году вновь возглавил команду после уехавшего в московское «Динамо» Владимира Юрзинова, старший тренер команды в 1990—1992 годах.
Много работал в Польше, четырежды приводил к чемпионству клуб «Подхале» (1993—1996).
Главный тренер сборных по хоккею с шайбой — Болгарии (1980—1981), Польши (1992—1994), Латвии (1995).